# Habanero Red Savina
L'Habanero Red Savina è una cultivar di  peperoncino della specie Capsicum chinense, conosciuta in Guyana anche con il nome di Dominican Devil's Tongue Pepper o Ball of Fire Pepper. 

## Storia
Protetto dal 1993 dal Plant Variety Protection act (PVP #9200255), nel 1994 entrò nel Guinness dei primati come peperoncino più piccante con la misurazione di 577.000 SHU (Unità Scoville) e detenne il primato fino al febbraio 2007, quando venne battuto dal Bhut Jolokia con una misurazione di 1.001.304 SHU.
L'elevata  piccantezza raggiunta nella misurazione del Guinness non è stata mai più raggiunta: le successive misurazione riportano valori di 250.000 SHU. C'è chi sostiene che ciò sia dovuto alle particolari cure ricevute dalla pianta usata per la misurazione del Guinness, che le ha permesso di ottenere valori di piccantezza di molto superiori ad una normale pianta di Red Savina. In un test realizzato dal Chile Pepper Institute è emerso che l'Habanero Orange con 357.729 SHU supera in piccantezza il Red Savina (248.556 SHU).

## Descrizione
Il Red Savina è una pianta che può raggiungere l'altezza che varia tra i 60 i 90 cm. I frutti, pendenti,  hanno una forma caratteristica appuntita, lunghi da 5 a 7 cm e larghi da 2 a 4 cm, verdi che diventano di un rosso brillante quando sono maturi. I frutti maturano in tarda stagione.

## Usi
Il Red Savina viene usato per la produzione dello spray al peperoncino in uso presso le forze dell'ordine di tutto il mondo.
Tutte le varietà di Habanero vengono utilizzate anche in cucina per la preparazione di conserve, marmellate ecc.